# John Miller Baer

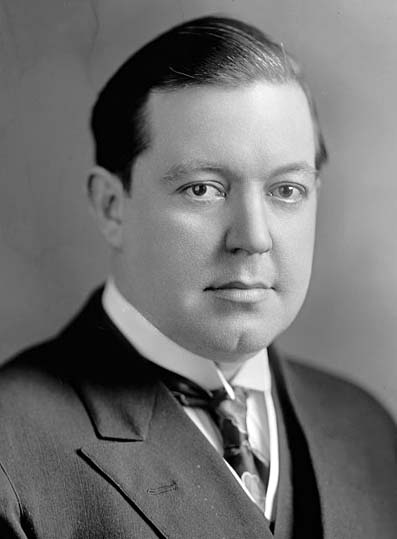
John Miller Baer

John Miller Baer (* 29. März 1886 in Black Creek, Outagamie County, Wisconsin; † 18. Februar 1970 in Washington D.C.) war ein US-amerikanischer Politiker. Zwischen 1917 und 1921 vertrat er den ersten Wahlbezirk des Bundesstaats North Dakota im US-Repräsentantenhaus.

## Frühe Jahre
John Baer besuchte die öffentlichen Schulen seiner Heimat und dann bis 1909 die Lawrence University in Appleton. Im Jahr 1909 zog er in den Ort Beach im Golden Valley County (North Dakota). Dort war er unter anderem in der Landwirtschaft tätig. Außerdem stellte er Cartoons her und veröffentlichte Zeitungsartikel. Von 1909 bis 1915 war er auch Posthalter in Beach.

## Politische Laufbahn
Baer wurde Mitglied der Republikanischen Partei. Nach dem Tod des Kongressabgeordneten Henry Thomas Helgesen wurde er in einer Nachwahl als dessen Nachfolger in das US-Repräsentantenhaus gewählt. Nachdem er in den regulären Kongresswahlen des Jahres 1918 in seinem Amt bestätigt wurde, konnte er das Mandat zwischen dem 20. Juli 1917 und dem 3. März 1921 ausüben. Im Kongress war er Vorsitzender des Ausschusses zur Kontrolle der Ausgaben des Landwirtschaftsministeriums. Im Jahr 1920 wurde er nicht mehr nominiert und schied daher im März 1921 aus dem Kongress aus.

## Weiterer Lebenslauf
Nach dem Ende seiner Dienstzeit im Repräsentantenhaus arbeitete Baer als Cartoonist und als Journalist. Politische Ämter hat er nicht mehr ausgeübt. Er starb im Februar 1970 in Washington.